# Dachowa (Mazovie)
Pour les articles homonymes, voir Dachowa.
Dachowa [daˈxɔva] est un village polonais de la gmina de Sochaczew dans le powiat de Sochaczew et dans la voïvodie de Mazovie.
Il se situe approximativement à 3 kilomètres au nord-ouest de Sochaczew et à 55 kilomètres à l'ouest de Varsovie.